# 江苏省句容监狱
江苏省句容监狱是江苏省人民政府司法厅监狱管理局的直辖单位，江苏省现有的25所监狱之一。位于句容市下蜀镇亭子村。
监狱始建于1973年。现有19个机关科室、4个企业部室、20个押犯监区、1个大队、1所医院。拥有的企业是苏南地区规模最大的服装加工企业之一。有各类人员6000人，在狱中进行生产劳动。 

## 行政区划
句容监狱下辖以下社区：
句容监狱虚拟社区。